# Balázs Attila (színművész)
Balázs Attila (Szentkeresztbánya, 1969. december 9. –) Jászai Mari-díjas  erdélyi magyar színész, színházigazgató.

## Életpályája
1990-1994 között a Marosvásárhelyi Művészeti Egyetem hallgatója volt. 1994 óta a temesvári Csiky Gergely Állami Magyar Színház tagja. 2006-ban a Temesvári Nyugati Tudományegyetem Képzőművészeti Karán, az európai kultúrpolitikai menedzserképzésen mesteri fokozatot szerzett. 2007-2025 között a temesvári Csiky Gergely Állami Magyar Színház igazgatója.

## Színházi szerepei
A Színházi Adattárban regisztrált bemutatóinak száma: 33.
| - Maugham: Színház...Roger - Füst Milán: Catullus.... - Móricz Zsigmond: Sári bíró....Gedi - William Shakespeare: Romeo és Júlia....Gergely - Foster: Tom Paine.... - Molière: Tartuffe.... - White: Katonák....Moszkító II. - Collodi: Pinokkió, avagy a hosszúorrú fabáb története....Táltos Tücsök - Csukás István: Ágacska....Festő - Drzic: Dundo Maroje....Maro - Cousse: Gyermekszemmel....Gyermek - Harold Pinter: Hazatérés....Teddy - Visniec: A kommunizmus története elmebetegeknek.... - William Shakespeare: Hamlet....Hamlet - Gorkij: A cigánytábor az égbe megy....Szilágyi Antal gróf - Parti Nagy Lajos: Ibusár....Kleisermann Mihály | - Dietrich Grabbe: Don Juan & Faust....Don Juan - Nagy András: A csábító naplója....Johannes - Weiss: Jean Paul Marat üldöztetése és meggyilkolása, ahogy a charentoni elmegyógyintézet színjátszói előadják De Sade úr betanításában....Jacques Roux - Gogol: A revizor, azaz Gogol, a revizorr....Ammosz Fjodorovics Japkin Tyapkin - Szörényi-Bródy: István, a király....Koppány - Müller Ferenc: Így írok én.... - Szép Ernő: Patika....Balogh Kálmán - Menken-Ashman: Rémségek kicsiny boltja....Seymour Krelborn - Ödön von Horváth: A férfiak nélküli falu....Corvin Mátyás - Tasnádi István: Titanic vízirevü....Matyik Lajos - Egressy Zoltán: Június....Fillér Lóri - Stoppard: Rosencrantz és Guildenstern halott....Guildenstern - Góczán Judit: Odüsszeusz hazatérése....Odüsszeusz - William Shakespeare: Ahogy tetszik....Jaques - Németh Ákos: Deviancia ... Bandi bácsi |

## Díjai
- A zsűri különdíja (1994)
- A Magyar Kulturális Minisztérium különdíja (1994)
- A Színművészeti Akadémiák legjobb előadásának díja (1994)
- Soros-ösztöndíj (2001)
- A legjobb férfi alakítás díja (2002)
- Egyéni Művészi Különdíj (2005)
- Kovács György-díj (2008)
- Bubik István-díj (2014)